# Kleine zwarte smalboktor
De kleine zwarte smalboktor (Stenurella nigra) is een keversoort uit de familie van de boktorren (Cerambycidae). De wetenschappelijke naam van de soort werd gepubliceerd in 1758 door Linnaeus in de tiende editie van Systema naturae.